# 二碘化铈
二碘化铈是铈的一种碘化物，化学式 CeI2。

## 制备
二碘化铈可以由金属铈在800 °C至900 °C的真空下还原三碘化铈而成。
{\displaystyle \mathrm {Ce+2\ CeI_{3}\longrightarrow 3\ CeI_{2}} }
它也可以由铈和碘化铵在−78 °C的液氨下反应而成。反应形成的是二碘化铈的氨配合物，它在200 °C的真空下会分解成二碘化铈。
{\displaystyle \mathrm {Ce+2\ NH_{4}I\longrightarrow CeI_{2}+2\ NH_{3}+H_{2}} }
二碘化铈是由John D. Corbett于1961年首次合成的。

## 性质
二碘化铈是不透明的深色固体，具有类似金属的外观和性质。二碘化铈中没有铈(II)，其真实结构是Ce3+(I−)2e− 。它极易水解，形成碘氧化物。和二碘化镧与二碘化镨一样，二碘化铈的晶体结构是MoSi2结构，空间群 I4/mmm (No. 139)。